# خطاب به پروانه‌ها و چرا من دیگر شاعر نیمایی نیستم؟
خطاب به پروانه‌ها و چرا من دیگر شاعر نیمایی نیستم؟ کتابی از رضا براهنی، شاعر و منتقد ایرانی است که نخستین بار در سال ۱۳۷۴ به چاپ رسید. این کتاب دربرگیرندهٔ دو بخش است. بخش نخست، خطاب به پروانه‌ها، از صفحهٔ ۷ تا صفحهٔ ۱۲۰ شامل شعرهای اوست و بخش دوم، چرا من دیگر شاعر نیمایی نیستم؟، یعنی از صفحهٔ ۱۲۰ به بعد، همان‌طور که در کتاب اشاره شده‌است، بحثی در شاعری است.
رضا براهنی با این مجموعه شعر جریان شعر پست مدرن ایران را آغاز کرد و تحولی را در شعر دههٔ هفتاد ایران ایجاد نمود.

## دربارهٔ کتاب
رضا براهنی «خطاب به پروانه‌ها» را، که گزینه‌ای است از شعرهای ۶۹ تا اوایل ۷۳ ی او، مهم‌ترین مجموعه شعر خود می‌داند. حرکت از شعر تک وزنی به سوی اوزان مرکب و ترکیبی و شعر چند صدایی، رهایی تدریجی از استبداد نحوی زبان و حرکت به سوی آفریدن همه ارکان زبان در یک شعر - با نتی که نه عروض کلاسیک و نیمایی، بلکه ذهن خواننده باید برای شعر پیدا کند، آزاد کردن شعر از قید تصویر، مفهوم، احساس و وزن خارج از ساختار شعر و ارجاع ناپذیر کردن شعر به اجزای بیرون از شعر، به صورتی که شعر موضوع اصلی خود، یعنی زبان و زبانیت خود را، به رخ بکشد، از ویژگی‌های اساسی تعداد زیادی از شعرهای این کتاب است.
در مقاله نظری ضمیمه کتاب، «چرا من دیگر شاعر نیمایی نیستم»، براهنی ضمن برشمردن تضادهای حاکم بر نظریه‌پردازی نیما یوشیج و احمد شاملو و شعرهای اینان، در برابر نظریه و شعرهای آنان و آرای شاعران دیگر و شعرهایشان، نظریهٔ جدیدی را مطرح می‌کند که به زعم او، شعر فارسی با تکیه بر آن، می‌تواند خود را از بن‌بست شعر کهن و شعر نیمایی و شعر سپید نجات دهد. شاید این نظریه بحث انگیزترین حرف براهنی در شعر فارسی باشد.

## نظراتی پیرامون کتاب
نظراتی که پیرامون کتاب آورده می‌شوند، گزیده‌هایی از نوشتارهایی است که دربارهٔ کتاب «خطاب به پروانه‌ها و چرا من دیگر شاعر نیمایی نیستم؟» در روزنامه‌های کثیرالانتشار یا مجلات ادبی به چاپ رسیده‌اند:
- حسین نوش‌آذر: «ادبیات سکوت با این سویه اعتراضی، در دو دهه گذشته بیش از آنکه در ادبیات داستانی نمود داشته باشد، در شاخه‌ای از شعر فارسی نمود دارد. اگر این فرض را بپذیریم، شاید بتوانیم بگوییم که «خطاب به پروانه‌ها» نمود شهری ادبیات سکوت در ایران است.»[۶]
- مجتبی پورحسین: «با دقت در جریان‌های شعر دهه هفتاد می‌توان براهنی را یکی از تاثیرگذارترین شاعران این دهه نامید. براهنی در «خطاب به پروانه‌ها و چرا من دیگر شاعر نیمایی نیستم؟» پنجاه شعر منتشر کرد. پنجاه شعری که با توجه به فضای ادبی غالب، بسیار متفاوت می‌نمود. شعرهایی بحث‌انگیز که شاعرش را بر آن داشت تا با موخره‌ای به نام «چرا من شاعر نیمایی نیستم؟» به توضیح شعر خودش بپردازد. همان کاری که شاعران بی‌رمق دهه شصت از آن دوری می‌کردند و با اختیار کردن ژستی روشنفکرانه، چنین عملی را خلاف اخلاق حرفه‌ای می‌پنداشتند.»[۷]
- علی سطوتی قلعه: «آن موخره[کتاب]، عنوان «چرا من دیگر شاعر نیمایی نیستم؟» را بالای خود داشت و ذیل چنین عنوانی نخست نشان می‌داد که چگونه نظریه شعری نیما و به تبع آن شاملو با اجرایی که در درخشان‌ترین شعرهایشان به نمایش می‌گذارند، همخوانی ندارد. پس از آن، گامی به جلو می‌نهاد و از ضرورت برگذشتن از آن نظریه‌ها سخن می‌گفت و پیشنهادهای نظری یکسر تازه‌ای را پیش می‌کشید.»[۸]